# Guangopolo
Guangopolo ist ein südöstlicher Vorort der ecuadorianischen Hauptstadt Quito und eine Parroquia rural („ländliches Kirchspiel“) im Kanton Quito der Provinz Pichincha. Die Parroquia Guangopolo gehört zur Verwaltungszone Los Chillos. Das Verwaltungsgebiet besitzt eine Fläche von 10,19 km². Die Einwohnerzahl betrug im Jahr 2010 3059.

## Lage
Die Parroquia Guangopolo befindet sich in den Anden im Südosten des Ballungsraumes Quito. Das Verwaltungsgebiet erstreckt sich über die Westflanke des 3185 m hohen erloschenen und teils erodierten Vulkans Ilaló. Der nach Norden fließende Río San Pedro begrenzt das Areal im Westen. Das etwa 2440 m hoch gelegene Verwaltungszentrum befindet sich 8,3 km südöstlich vom Stadtzentrum von Quito.
Die Parroquia Guangopolo grenzt im Südwesten an die Parroquia Conocoto, im Westen an das Municipio von Quito, im Norden an die Parroquia Cumbayá, im Osten an die Parroquia Tumbaco sowie im Süden an die Parroquia Alangasí.

## Geschichte
Anfangs gehörte Guangopolo zur Parroquia Tumbaco, später zur Parroquia Conocoto. Schließlich wurde am 11. November 1953 die Parroquia Guangopolo eingerichtet.